# Lukas Kalbermatten
Lukas Kalbermatten (* 1970) ist ein ehemaliger Schweizer Skilangläufer.

## Werdegang
Kalbermatten, der für den SC Blatten startete, wurde im Jahr 1989 Zweiter beim Gommerlauf und lief bei den Nordischen Junioren-Skiweltmeisterschaften 1990 in Les Saisies jeweils auf den 49. Platz über 30 km Freistil und über 10 km klassisch sowie auf den 11. Platz in der Staffel. Bei den Schweizer Meisterschaften 1992 belegte er den neunten Platz, bei den Schweizer Meisterschaften 1993 den siebten Rang und bei den Schweizer Meisterschaften 1994 den fünften Platz jeweils über 50 km Freistil. Nach Platz drei über 15 km Freistil in Adelboden zu Beginn der Saison 1994/95 kam er bei den Schweizer Meisterschaften auf den vierten Platz über 30 km klassisch und wurde daraufhin für die nordischen Skiweltmeisterschaften 1995 in Thunder Bay nominiert. Dort lief er auf den 77. Platz über 10 km klassisch, auf den 65. Rang in der Verfolgung und auf den 54. Platz über 30 km klassisch. Bei den Schweizer Meisterschaften 1996 belegte er den achten Platz über 30 km Freistil und jeweils den vierten Rang über 10 km klassisch, in der Verfolgung sowie über 50 km klassisch und bei den Schweizer Meisterschaften 1997 den neunten Platz in der Verfolgung und den siebten Rang über 10 km klassisch.